# Louis Victor Saar
Louis Victor Saar (Rotterdam, 10 de desembre de 1868 – Saint Louis, Missouri, 23 de novembre de 1937) fou un pianista, crític i compositor neerlandès.
El 1885 en la Universitat d'Estrasburg, es graduà i llicencià en història i literatura. Estudià el piano i la composició en l'Acadèmia reial de música de Múnic (1886-1889), on els seus mestres principals foren Rheinberger i Bussmeyer. Després continua estudiant a Viena, Leipzig i Berlín. El 1891 una de les seves composicions li valgueren el premi Mendelssohn a Berlín i una altra el 1892 el de la Tonkünstlerpreis de Viena.
El 1894 Louis Victor Saar marxà als Estats Units i s'establí a Nova York com acompanyant del Metropolitan d'aquella ciutat i després fou professor d'harmonia i composició del Conservatori de la mateixa ciutat de 1896 a 1898. Va tenir diversos càrrecs en la ciutat dels gratacels i Cincinnati fins que l'any 1917 ingressà en la facultat de la Universitat de Chicago Musical on hi servi fins al 1934, que es traslladà a Saint Louis a la Facultat de l'Institut de Música d'aquella capital de Missouri, on hi va romandre fins a la seva mort el 1937.
Entre les seves nombroses composicions hi figuren:
- Mon petit coeur soupire
- My Brigantine
- Norwegian Lovesongs, Op. 65
- Piano Quartet, Op. 39
- 5 Poems, Op. 58
- A Song of Consolation, Op. 71
- Weihe der Nacht, Op. 55
- Roccoco, suite per a orquestra
- Gondoliera, per a violí i orquestra
- En Berceau, per a cor i orquestra

Nombroses obres per a piano, melodies vocals, cors a veus diverses, etc.
A més, va col·laborar en les principals publicacions musicals americanes.